# Comoéfloden
Comoé-floden eller Komoé-floden er en flod der løber i Vestafrika. Floden har sit udspring på Sikasso-plateauet i Burkina Faso, løber gennem Cascades de Karfiguéla, og danner på et kort stykke grænse mellem Burkina Faso og Elfenbenskysten, inden den kommer ind i Elfenbenskysten. Den tjener som den største afvanding for den nordøstlige del af landet, før den løber ud i Atlanterhavet.  Comoés bredder er overskygget af skove langs det meste af dens længde, og det giver et vigtigt levested for dyrelivet og en kilde til vanding i landbruget. Hvor der dannes stabile flodsletter i Elfenbenskysten, kan der dyrkes ris. En del af floden i det nordlige Elfenbenskysten, har så stor biodiversitet, at området er udpeget til UNESCO World Heritage Site og nationalpark, med navnet Comoé nationalpark.

## Flodens løb
Comoéfloden er cirka 759 km lang, og har sit udspring på Sikasso-plateauet og i Sindou-bakkerne, hvorfra den løber mod syd via adskillige vandfald, herunder "Chutes de la Comoé" og Karifiguela-vandfaldene. Opstrøms for Karifiguela-vandfaldet er den lokalt kendt som Kobafloden. Den får tilløb fra Lerabafloden fra vest, hvorefter den løber mod sydøst, og danner på en strækning på omkring 60 km grænsen mellem Burkina Faso og Elfenbenskysten. Den fortsætter i Elfenbenskysten fire km sydvest for landsbyen Balanfodougou.
I Elfenbenskysten fortsætter den mod sydøst, forbi Comoé nationalpark, og danner grænsen mellem distrikterne Zanzan og Savanes. Den fortsætter gennem det sydlige Elfenbenskysten, og løber ud i Ébrié Lagunen, og til sidst i Guineabugten, nær havnen i Grand Bassam.